# 蒲郡競艇場前駅
蒲郡競艇場前駅（がまごおりきょうていじょうまええき）は、愛知県蒲郡市竹谷町（たけのやちょう）にある名古屋鉄道蒲郡線の駅である。駅番号はGN21。東海旅客鉄道（JR東海）東海道本線の三河塩津駅と隣接している。

## 歴史
当駅開業以前、三河鹿島駅 - 蒲郡駅間には三河鹿島側より拾石駅（当駅西 0.3km 付近）、竹谷駅（当駅東 0.4km 付近）、江畑駅（当駅東 0.9km 付近）の3駅が存在した。拾石駅は島式ホームもつ列車交換駅であった。竹谷駅・江畑駅は1944年（昭和19年）より営業を休止している。
1953年（昭和28年）、休止中の竹谷・江畑両駅の統合駅として塩津駅が当駅東 0.5km 付近に設置された。その後も駅統合が進められ、塩津駅と拾石駅の統合駅として1968年（昭和43年）に開業したのが蒲郡競艇場前駅である。一時期、当駅は日本で一番長い駅名（15文字）であった。2022年現在、名鉄で一番長い駅名は瀬戸線の大森・金城学院前（16文字）で、当駅は2番目となっている。
1988年（昭和63年）11月には並走する東海道本線に三河塩津駅が開業するが、それまでは当駅が多くの競艇場利用客の輸送を担った。蒲郡競艇場開催日には駅員が臨時配置されていた。
駅の東にあった油井踏切は廃止され、2008年（平成20年）3月に横断歩道橋（自転車も通行可能）が設置された。それに伴い、当駅 - 蒲郡間の踏切はすべて廃止された。

### 年表

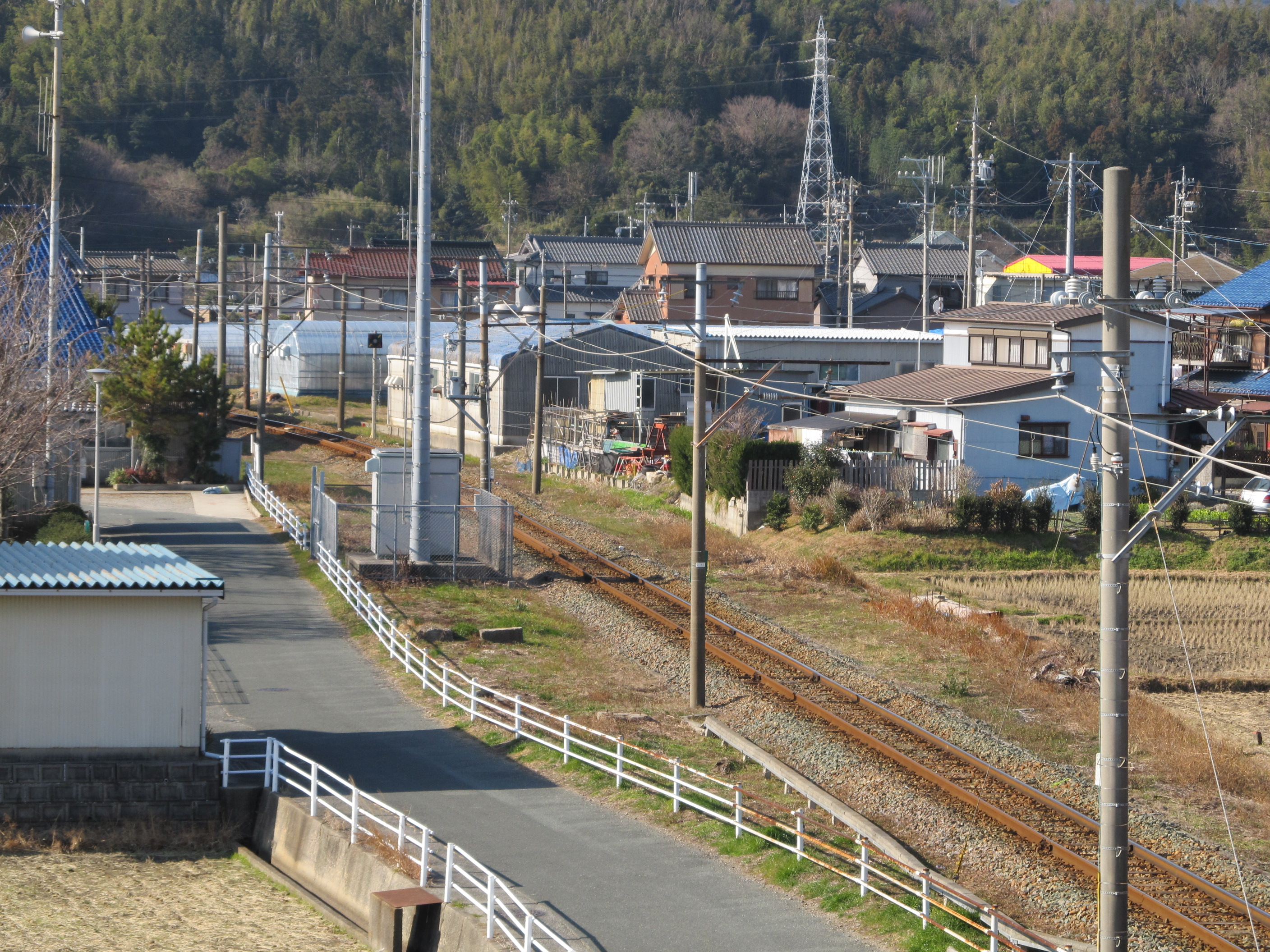
1936年（昭和11年）11月10日 - 三河鹿島駅 - 蒲郡駅間開業と同時に拾石駅開業[8]。
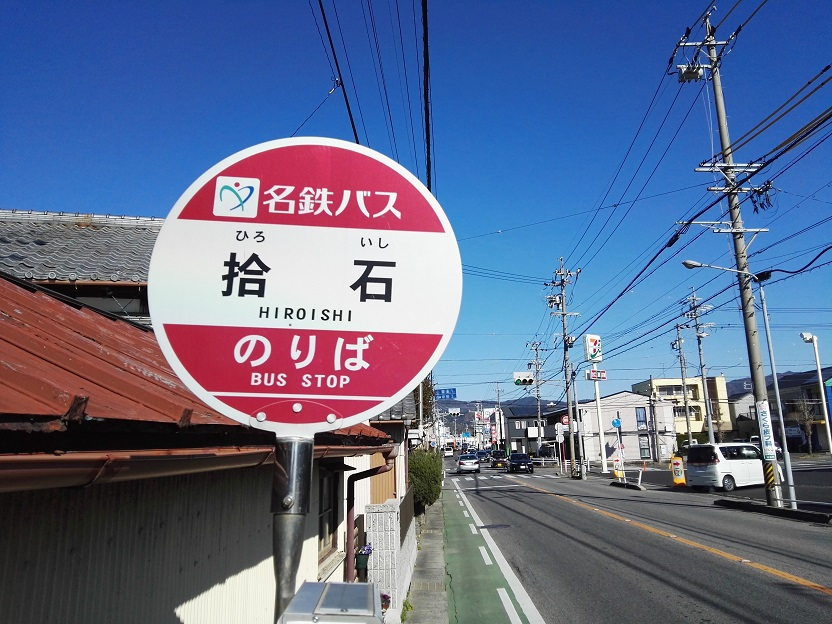
拾石バス停

- 1937年（昭和12年）
  - 3月9日 - 竹谷駅開業[2]。
  - 5月11日 - 江畑駅開業[2]。
- 1944年（昭和19年） - 竹谷駅、江畑駅休止[2]。
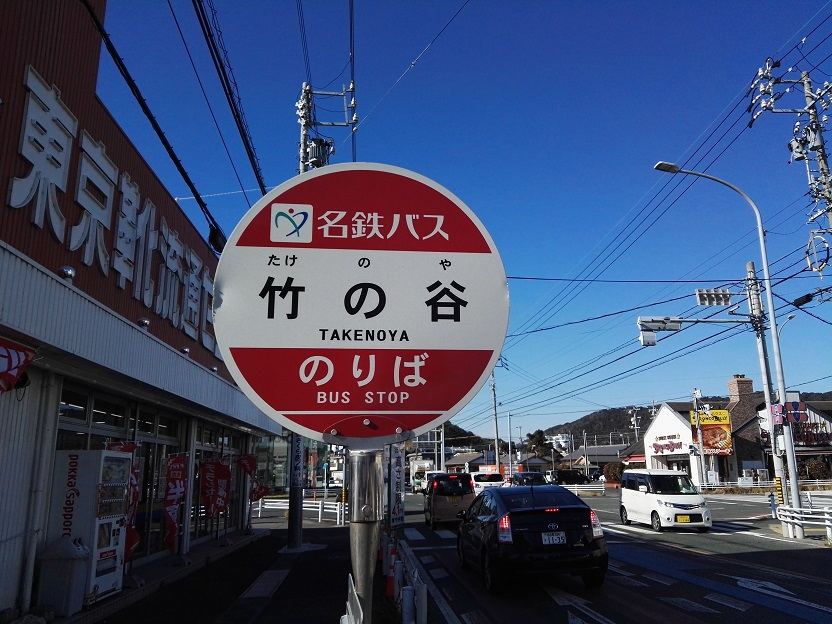
1953年（昭和28年）1月1日 - 竹谷駅、江畑駅廃止。両駅の統合駅として塩津駅開業[2]。
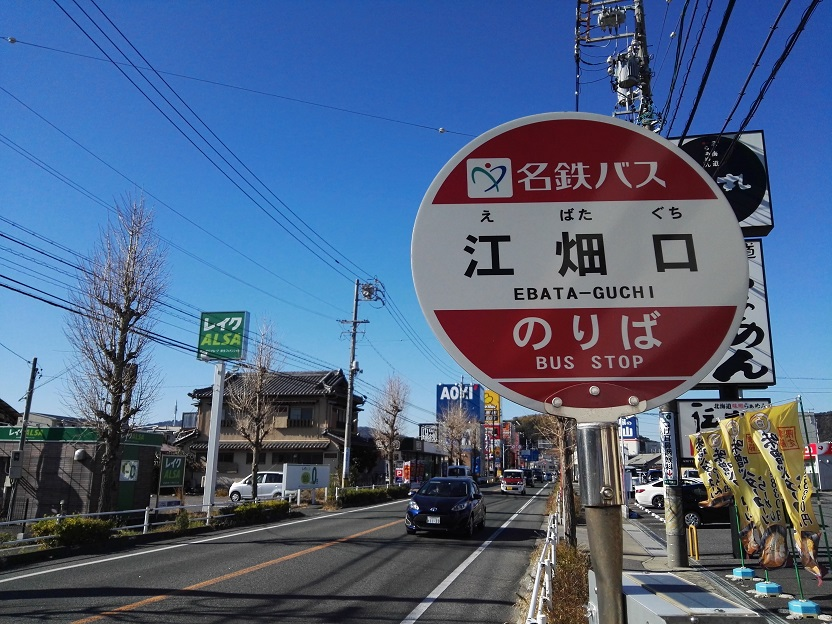
江畑口バス停

- 1968年（昭和43年）10月1日 - 塩津駅と拾石駅を統合し、蒲郡競艇場前駅開業[5][2]。
- 1988年（昭和63年）
  - 9月17日 - 吉良吉田寄りにホームを移設[9]。
  - 11月16日 - 併走する東海道本線に三河塩津駅開業[10]。

蒲郡競艇場前駅に至る周辺駅廃統合の変遷 帰属：国土交通省「国土画像情報（カラー空中写真）」　配布元：国土地理院地図・空中写真閲覧サービス

駅跡および駅跡に平行する道路にあるバス停
- 拾石駅跡
- 拾石バス停
- 竹の谷バス停
- 江畑口バス停

## 駅構造
1面1線単式ホームの地上駅。駅集中管理システム未導入の無人駅で、停車する全ての列車がワンマン運転のため、乗車口と降車口はそれぞれ1ヶ所ずつに限られている。駅入口には自動券売機が1台設置されている。ホーム有効長は4両。
前述の通り東海道本線の三河塩津駅と同じ位置にある関係上、外見からは共同使用駅のようにも見えるが、共用しているのは跨線橋だけである。
駅改札口付近の花壇や駅前のロータリー周辺などの草取り等、清掃活動は地元の市民団体が担っている。

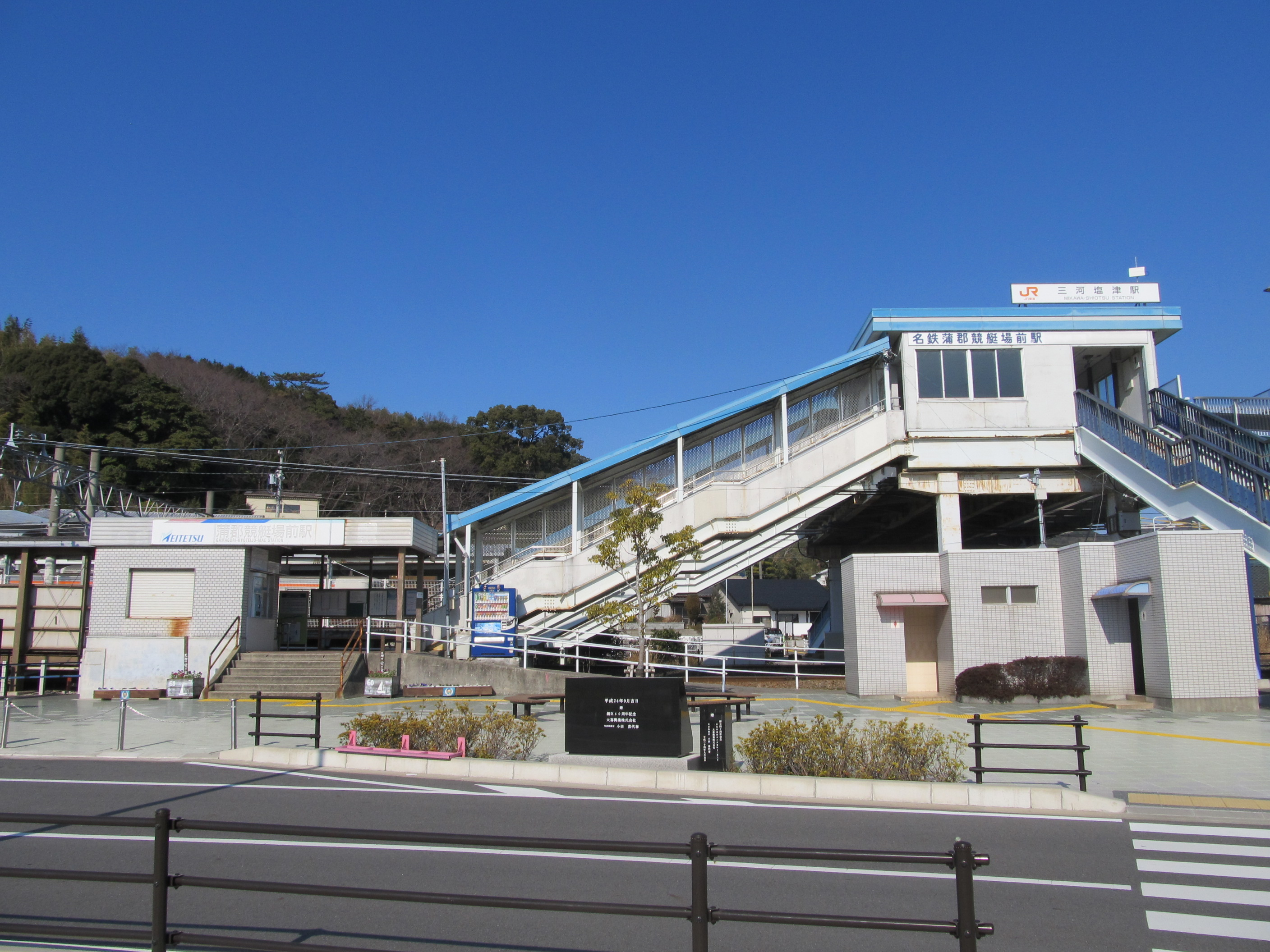
跨線橋
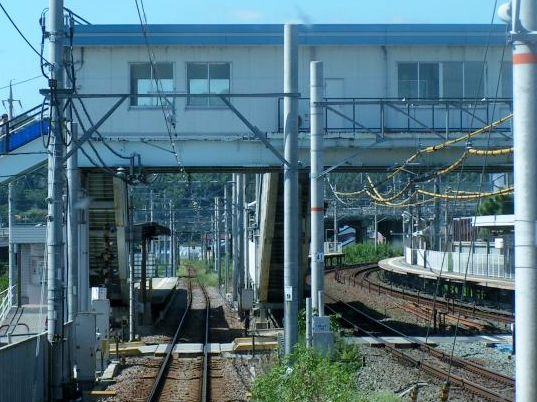
隣接する三河塩津駅（右）
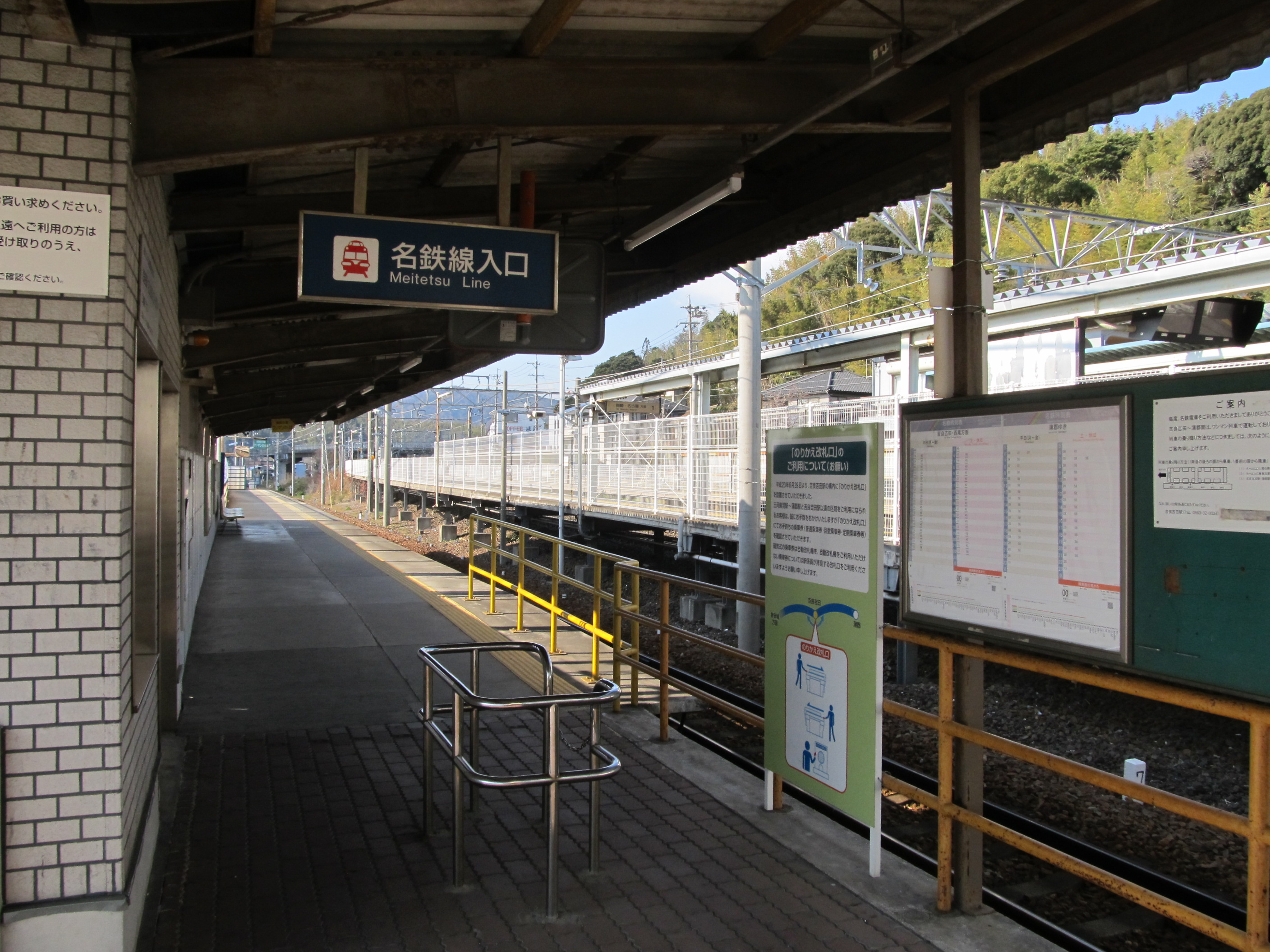
ホーム
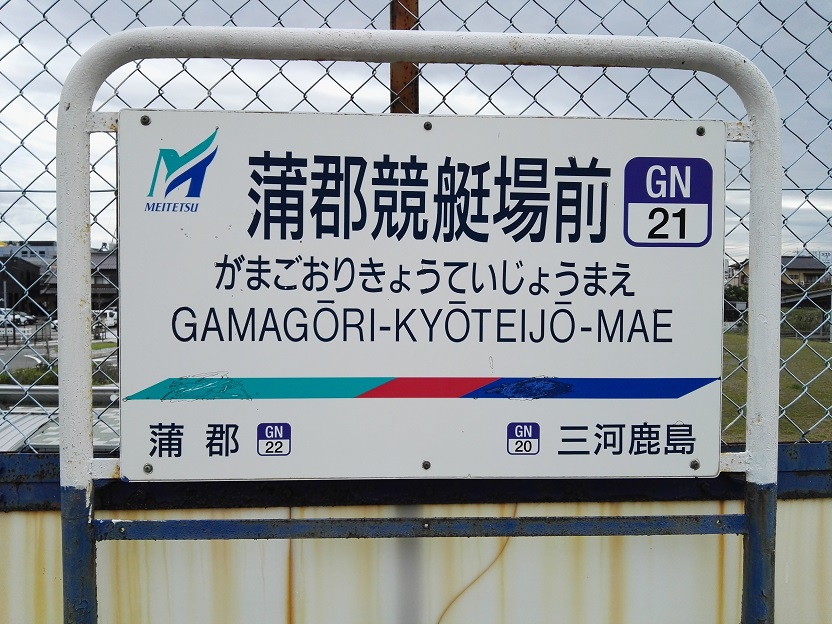
駅名標

### のりば
| 路線      | 方向 | 行先         |
| --------- | ---- | ------------ |
| GN 蒲郡線 | 下り | 吉良吉田ゆき |
| GN 蒲郡線 | 上り | 蒲郡ゆき     |

### 配線図
| ← 吉良吉田方面 | 蒲郡競艇場前駅 構内配線略図 | → 蒲郡駅 |
| 凡例 出典:     |                             |          |

## 利用状況
- 『名鉄120年：近20年のあゆみ』によると2013年度当時の1日平均乗降人員は256人であり、この値は名鉄全駅（275駅）中273位、 西尾線・蒲郡線（23駅）中22位であった[15]。
- 『名古屋鉄道百年史』によると1992年度当時の1日平均乗降人員は679人であり、この値は岐阜市内線均一運賃区間内各駅（岐阜市内線・田神線・美濃町線徹明町駅 - 琴塚駅間）を除く名鉄全駅（342駅）中257位、西尾線・蒲郡線（24駅）中16位であった[16]。

一日平均の乗車人員および乗降人員の推移は以下の通りである。
| 年                 | 乗車人員 | 乗車人員 | 乗降人員 | 乗降人員 | 備考                            |
| 年                 | 拾石     | 塩津     | 拾石     | 塩津     | 備考                            |
| ------------------ | -------- | -------- | -------- | -------- | ------------------------------- |
| 1949（昭和24）年度 | *225     |          | *288     |          | 期間は1949年5月 - 1950年4月末   |
| 1950（昭和25）年度 | *285     |          | *564     |          | 期間は1949年11月 - 1950年10月末 |
| 1951（昭和26）年度 | *334     |          | *710     |          | [ 19 ]                          |
| 1952（昭和27）年度 | 319      | 11       | 651      | 22       | 1月1日塩津駅開業                |
| 1953（昭和28）年度 | 269      | 106      | 556      | 217      | [ 21 ]                          |
| 1954（昭和29）年度 | 274      | 140      | 551      | 282      | [ 22 ]                          |
| 1955（昭和30）年度 | 287      | 182      | 568      | 363      | [ 23 ]                          |
| 1956（昭和31）年度 | 282      | 233      | 561      | 466      | [ 24 ]                          |
| 1957（昭和32）年度 | 268      | 282      | 534      | 559      | [ 25 ]                          |

* 千人単位からの概算値
| 年                 | 乗車人員 | 乗車人員 | 乗降人員 | 備考          |
| 年                 | 総数     | 定期     | 乗降人員 | 備考          |
| ------------------ | -------- | -------- | -------- | ------------- |
| 1978（昭和53）年度 | 336      | 40       |          | [ 26 ]        |
| 1979（昭和54）年度 | 351      | 32       |          | [ 27 ]        |
| 1980（昭和55）年度 | 331      | 23       |          | [ 28 ]        |
| 1981（昭和56）年度 | 313      | 22       |          | [ 29 ]        |
| 1982（昭和57）年度 | 257      | 24       |          | [ 30 ]        |
| 1983（昭和58）年度 | 245      | 21       |          | [ 31 ]        |
| 1984（昭和59）年度 | 238      | 18       |          | [ 32 ]        |
| 1985（昭和60）年度 | 229      | 20       |          | [ 33 ]        |
| 1986（昭和61）年度 | 242      | 25       |          | [ 34 ]        |
| 1987（昭和62）年度 | 241      | 33       |          | [ 35 ]        |
| 1988（昭和63）年度 | 251      | 44       |          | [ 36 ]        |
| 1989（平成元）年度 | 289      | 81       |          | [ 37 ]        |
| 1990（平成02）年度 | 302      | 102      |          | [ 38 ]        |
| 1991（平成03）年度 | 319      | 114      |          | [ 39 ]        |
| 1992（平成04）年度 | 332      | 125      | 679      | [ 40 ] [ 16 ] |
| 1993（平成05）年度 | 356      | 137      |          | [ 41 ]        |
| 1994（平成06）年度 | 345      | 124      |          | [ 42 ]        |
| 1995（平成07）年度 | 301      | 107      |          | [ 43 ]        |
| 1996（平成08）年度 | 291      | 114      |          | [ 44 ]        |
| 1997（平成09）年度 | 281      | 115      |          | [ 45 ]        |
| 1998（平成10）年度 | 286      | 94       |          | [ 46 ]        |
| 1999（平成11）年度 | 291      | 87       |          | [ 47 ]        |
| 2000（平成12）年度 | 275      | 74       |          | [ 48 ]        |
| 2001（平成13）年度 | 270      | 75       |          | [ 49 ]        |
| 2002（平成14）年度 | 264      | 73       | 540      | [ 50 ] [ 51 ] |
| 2003（平成15）年度 | 255      | 66       | 520      | [ 52 ] [ 51 ] |
| 2004（平成16）年度 | 236      | 67       | 482      | [ 53 ] [ 54 ] |
| 2005（平成17）年度 | 218      | 77       | 441      | [ 55 ] [ 54 ] |
| 2006（平成18）年度 | 185      | 59       | 371      | [ 56 ] [ 54 ] |
| 2007（平成19）年度 | 174      | 54       | 347      | [ 57 ] [ 54 ] |
| 2008（平成20）年度 | 171      | 54       | 339      | [ 58 ] [ 54 ] |
| 2009（平成21）年度 | 158      | 47       | 313      | [ 59 ] [ 54 ] |
| 2010（平成22）年度 | 143      | 39       | 285      | [ 60 ] [ 61 ] |
| 2011（平成23）年度 |          |          | 280      | [ 61 ]        |
| 2012（平成24）年度 |          |          | 260      | [ 61 ]        |
| 2013（平成25）年度 |          |          | 256      | [ 61 ]        |
| 2014（平成26）年度 |          |          | 259      | [ 61 ]        |
| 2015（平成27）年度 |          |          | 273      | [ 61 ]        |
| 2016（平成28）年度 |          |          | 274      | [ 61 ]        |
| 2017（平成29）年度 |          |          | 313      | [ 61 ]        |
| 2018（平成30）年度 |          |          | 308      | [ 61 ]        |
| 2019（令和元）年度 |          |          | 318      | [ 62 ]        |
| 2020（令和02）年度 |          |          | 246      | [ 63 ]        |

## 駅周辺
- 国道248号
- 国道23号
- 蒲郡競艇場
- 蒲郡警察署竹谷交番
- 蒲郡市立塩津小学校
- しおつ児童館
- 竹谷公民館
- 塩津郵便局
- 白山神社
- 浄夢院
- 愛知工科大学

## 隣の駅
名古屋鉄道
GN 蒲郡線
三河鹿島駅（GN20） - 蒲郡競艇場前駅（GN21） - 蒲郡駅（GN22）